# Gan (Laamu-atol)
Gan is een van de bewoonde eilanden van het Laamu-atol behorende tot de Maldiven en het grootste eiland van de Maldiven.

## Demografie
Gan telt (stand maart 2007) 1221 vrouwen en 1355 mannen.